# Krägen-Riß
Koordinaten: 51° 50′ 36″ N, 12° 22′ 49″ O

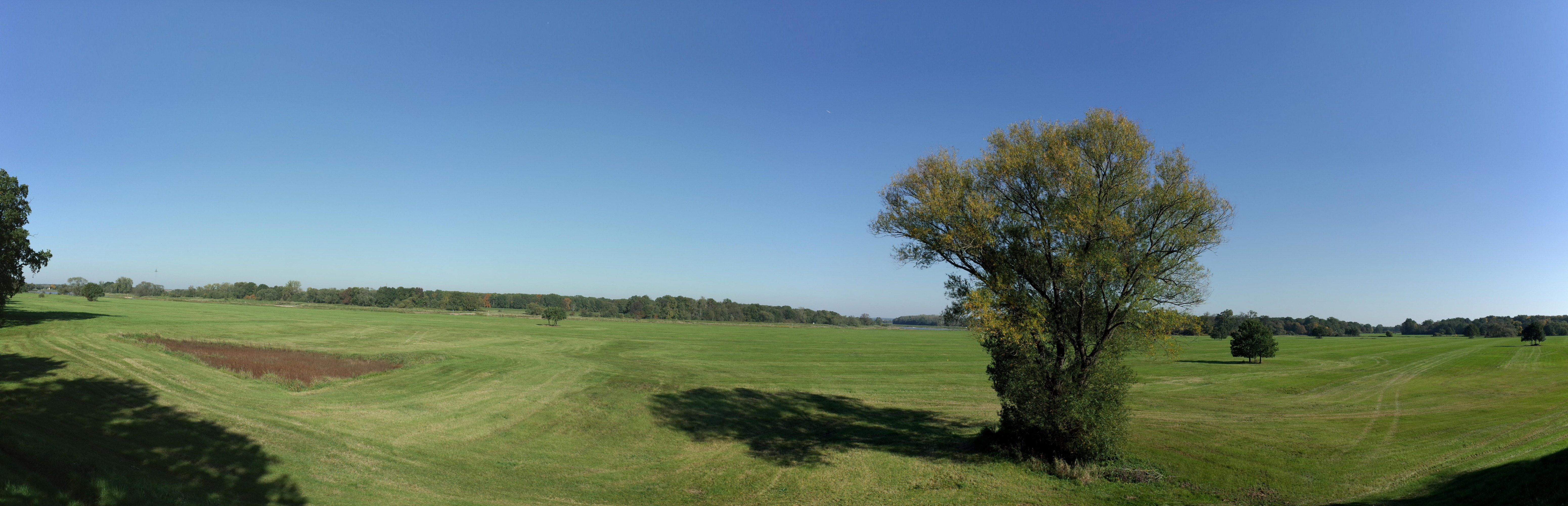
Elbwiesen im Naturschutzgebiet

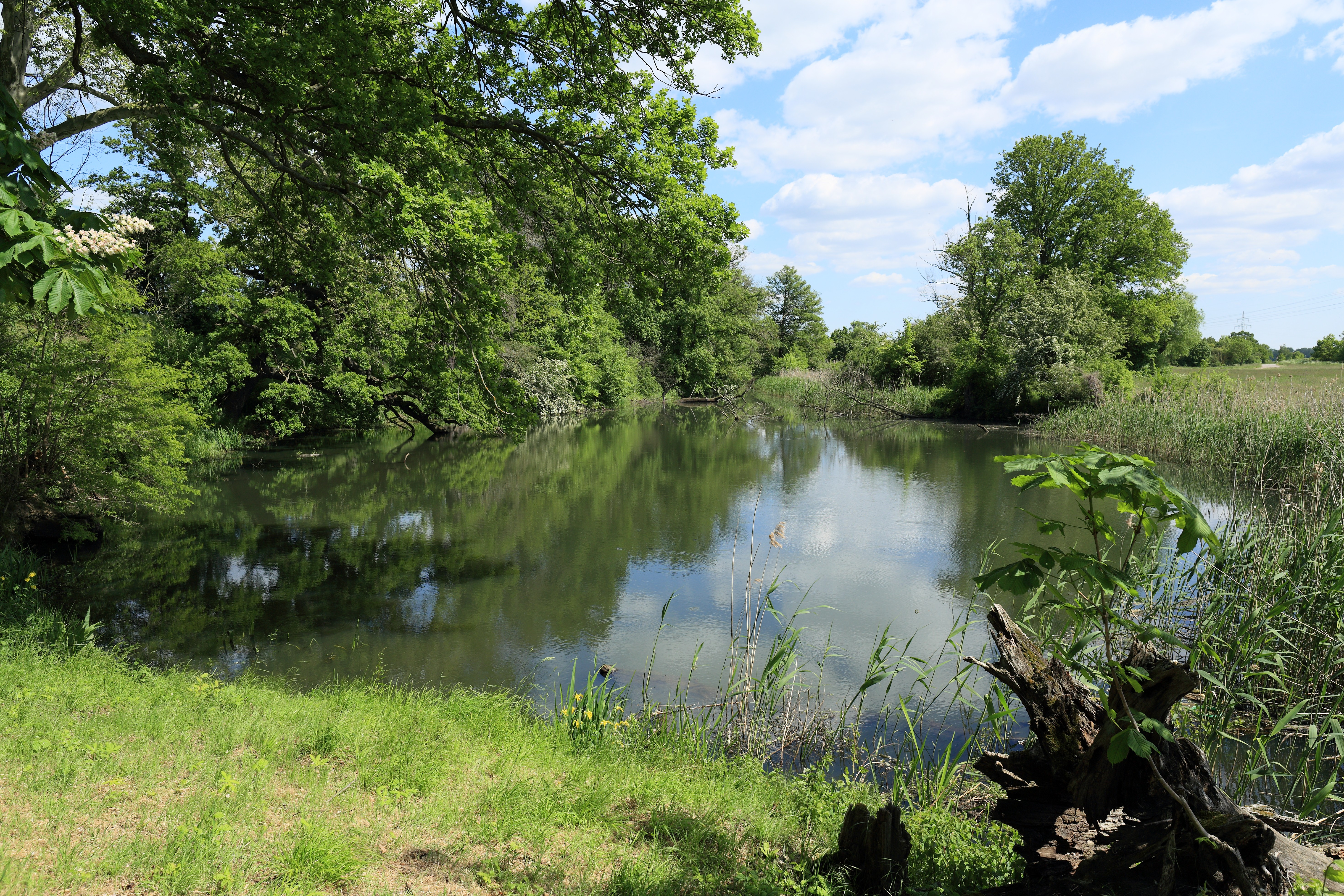
Krägen

Das Krägen-Riß (in der Naturschutzverordnung als „Krägen-Riss“ bezeichnet) ist ein Naturschutzgebiet in der Stadt Oranienbaum-Wörlitz im Landkreis Wittenberg in Sachsen-Anhalt.
Das Naturschutzgebiet mit dem Kennzeichen NSG 0096 ist 217 Hektar groß. Es ist nahezu vollständig Bestandteil des FFH-Gebietes „Desslau-Wörlitzer Elbauen“ und des EU-Vogelschutzgebietes „Mittlere Elbe einschließlich Steckby-Lödderitzer Forst“ sowie vollständig vom Landschaftsschutzgebiet „Mittlere Elbe“ umgeben. Das Gebiet steht seit Ende 2003 unter Schutz (Datum der Verordnung: 15. Dezember 2003). Es ersetzt das gleichnamige, zum 1. Mai 1961 ausgewiesene Naturschutzgebiet. 54 Hektar des Naturschutzgebietes sind als Totalreservat der natürlichen Entwicklung überlassen. Zuständige untere Naturschutzbehörde ist der Landkreis Wittenberg.
Das Naturschutzgebiet liegt zwischen Vockerode und Wörlitz, Ortsteile von Oranienbaum-Wörlitz, im Biosphärenreservat Flusslandschaft Elbe. Es stellt einen Landschaftsausschnitt an der Mittelelbe mit den Gewässern Krägen und Riß sowie angrenzende Bereiche unter Schutz. Der Riß ist Mündungsgewässer des Fließgrabens und unterliegt damit Hochwasserereignissen der Elbe. Der Krägen ist durch einen Deich von Elbe und Riß getrennt. Er wird über mehrere Gräben gespeist und entwässert über den Kapengraben zur Mulde. Beide Gewässer sind bedeicht. Der Teil der Stromelbe auf dem Gebiet der Stadt Oranienbaum-Wörlitz ist in das Naturschutzgebiet einbezogen.
Die Uferbereiche von Krägen und Riß werden von großflächigen Röhrichten und Seggenrieden aus Schilfrohr, Breitblättrigem Rohrkolben, Ästigem Igelkolben, Wasserschwaden, Schlanksegge und Rohrglanzgras geprägt. In den Gewässern siedeln verschiedene Wasserpflanzengesellschaften mit Kammlaichkraut, Durchwachsenem Laichkraut, Haarblättrigem Laichkraut, Kanadischer Wasserpest und Gelber Teichrose. In kleinen Deichaushublöchern kommen z. B. Spiegelndes Laichkraut und Quellmoos vor. Insbesondere Krägen und Mittelhölzergraben, der das Gebiet nach Osten begrenzt, werden von Ufergehölzen begleitet. Im Südosten des Naturschutzgebietes sowie nördlich des Riß stocken Auwaldreste mit Rohrglanzgrasgesellschaften in feuchten Senken und Hainbuchengesellschaften auf höher gelegenen Flächen. An den Waldrändern wachsen Hainbuchen-Schlehen-Gebüsche und Säume mit Hainwachtelweizen. Staudenfluren werden u. a. von Langblättrigem Ehrenpreis, Sumpfwolfsmilch und Gewimpertem Kreuzlabkraut gebildet. Auf den sandigen Deichen siedeln Bestände aus Pechnelken-Rotschwingelrasen.
Das Naturschutzgebiet ist Lebensraum des Elbebibers. Die Gewässer und Uferbereiche sind Lebensraum von Haubentaucher, Zwergtaucher, Wasserralle, Rohrweihe, Bekassine, Eisvogel, Drosselrohrsänger und Teichrohrsänger. In den Waldbereichen leben u. a. Rot- und Schwarzmilan, Mittelspecht, Wendehals, Pirol und Kleiber. Auch die Nachtigall ist im Naturschutzgebiet heimisch.
Während des Vogelzuges ist das Naturschutzgebiet Rastgebiet für große Bestände verschiedener Entenarten, die teilweise hier auch überwintern, darunter Krickente, Knäkente, Pfeifente, Spießente, Löffelente, Tafelente und Reiherente. Weiterhin rasten hier Höckerschwan, Singschwan und Gänsesäger. Auch von See- und Fischadler wird das Naturschutzgebiet zur Nahrungssuche aufgesucht.
Zwischen Krägen und Riß sowie zwischen den Auwaldresten und dem Mittelhölzergraben sind Grünland- und Ackerflächen in das Naturschutzgebiet einbezogen. Die Grünlandflächen sind teilweise als Rasenschmielen-Silauwiesen ausgebildet. Vielfach grenzen landwirtschaftliche Nutzflächen an das Naturschutzgebiet, nach Norden auch weitere Wälder.